# Abram de Swaan

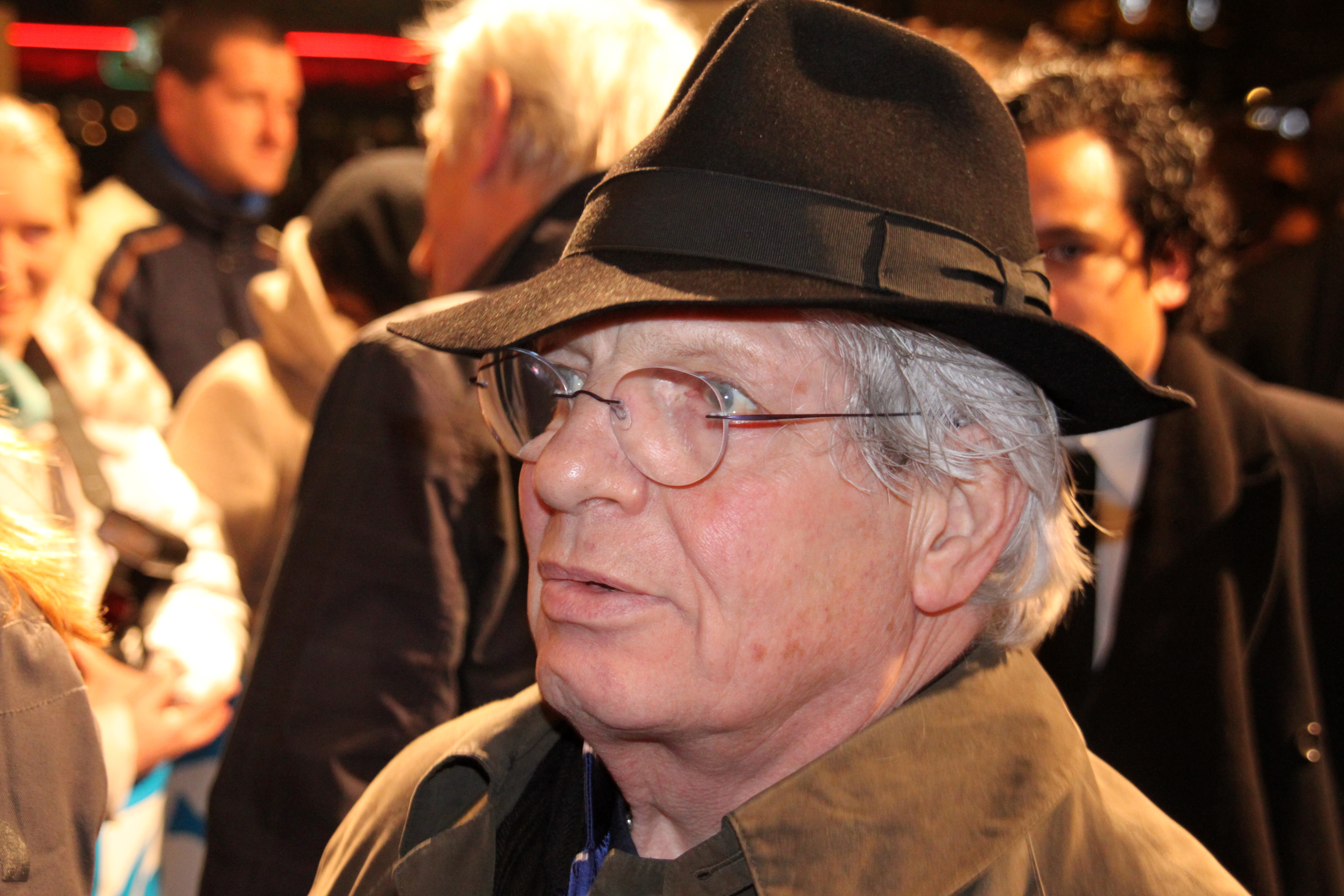
Abram de Swaan

Abram de Swaan (* 8. Januar 1942 in Amsterdam) ist ein niederländischer Soziologe. De Swaan gilt als Schüler von Norbert Elias.

## Werk
Aufmerksamkeit erlangte de Swaan für seine Arbeit zur Soziogenese der Wohlfahrtsstaaten. Angelehnt an Elias’ Studie Über den Prozeß der Zivilisation setzt de Swaan die Existenz von staatlichen (kollektiven) Interventionsmöglichkeiten nicht voraus, sondern beschreibt die Kollektivierung sozialer Risiken als Jahrhunderte andauernden Prozess. Aus seiner Studie ist die These hervorgegangen, der Wohlfahrtsstaat ermögliche die Zivilisierung zum sozialen Bewusstsein.
1999 wurde er zum Mitglied der Academia Europaea gewählt.

## Theorie zum „Globalen Sprachsystem“
Die Theorie vom „Globalen Sprachsystem“ publizierte Swaan ab 1993 in Aufsätzen und dann 2001 in seinem Buch Words of the World: The Global Language System. Sie stützt sich auf die „Weltsystemtheorie“, um die Beziehungen zwischen den Sprachen der Welt zu erklären, und sie in eine Hierarchie einzuteilen, die aus vier Ebenen besteht, nämlich den peripheren, den zentralen, den superzentralen und den hyperzentralen Sprachen.

## Schriften (Auswahl)
- Amerika in termijnen (1968)
- Halverwege de Heilstaat (essays; 1983)
- Zorg en de Staat (1989); deutsch: Der sorgende Staat. Wohlfahrt, Gesundheit und Bildung in Europa und den USA der Neuzeit. Frankfurt / New York 1993
- The emergent world language system: An introduction (1993). International Political Science Review 14(3). 219–226 (doi:10.1177/019251219301400301).
- Words of the world: the global language system (2001)
- Moord en de staat  (2003)
- The Killing Compartments (2015)
- Tegen de vrouwen. De wereldwijde strijd van rechtsisten en jihadisten tegen de emancipatie. (2019)